# Mate. Feed. Kill. Repeat.
Albums de Slipknot
Slipknot
(1999)
Mate. Feed. Kill. Repeat. est le premier album studio du groupe de néo metal américain Slipknot. Originellement commercialisé le 31 octobre 1996, la production de l'album se limite à 1 000 exemplaires. le groupe distribue lui-même ces exemplaires, mais fait paraître le reste sur -ismist Recordings en 1997. Bien qu'il soit initialement nommé comme album au moment de sa sortie, le groupe considère désormais Mate. Feed. Kill. Repeat. comme une démo. Elle est enregistrée à Des Moines, dans l'Iowa, pendant quatre mois. La musique de l'album se compose d'influences funk, jazz, et disco. La plupart des paroles, ainsi que le titre de l'album, s'inspirent du jeu de rôle Werewolf: The Apocalypse.

## Développement et production
Fin 1995, Slipknot et le producteur Sean McMahon entrent au SR Audio, un studio localisé dans la ville natale du groupe, Des Moines (Iowa) afin de se lancer dans ce qu'ils nommeront leur premier album. McMahon explique que le groupe était « mené » car les membres passaient la majeure partie de leur temps en studio pendant les quatre mois de production. Slipknot auto-finance la production, pour un coût d'environ 40 000 $. Le groupe s'exprime sur leur première expérience d'enregistrement et sur la difficulté à capturer les éléments de percussions. Le groupe s'inspire de sonorités tribales mais fait face à quelques erreurs de synchronisation et, durant cette période, redéfinissent leurs percussions. En février 1996, durant le mixage sonore, le guitariste Donnie Steele décide de quitter le groupe par croyances religieuses, et est remplacé par Craig Jones. Cependant, le groupe réalise avoir inclus trop d'échantillons sonores dans leurs enregistrements et qu'ils ne pouvaient reproduire ces éléments sur scène. Comme solution, Jones devient préposé à l'échantillonnage, et Mick Thomson endosse le rôle de guitariste. Mate. Feed. Kill. Repeat. est commercialisé le 31 octobre 1996 au Safari, un club local dans lequel le groupe jouait leurs toutes premières soirées

## Thèmes musicaux et paroles
Le style musical de Slipknot est constamment débattu, cependant Mate. Feed. Kill. Repeat. se catégorise comme le premier album expérimental du groupe et diffère significativement du style heavy grâce auquel le groupe se popularise par la suite. L'un des buts initiaux du groupe était de mixer quelques genres musicaux afin de créer leur propre style ; la première incarnation du groupe sous le nom de Meld se base sur cet objectif. Cependant, il existe encore quelques similitudes avec le son grâce auquel Slipknot se popularisera. Des chansons comme Slipknot, Some Feel et Only One s'inspirent du heavy metal, en particulier dans les passages de guitare. Des chansons comme Tattered & Torn, Killers Are Quiet et Gently présente un style lent et cérébral que le groupe retient. L'album s'oriente également jazz et funk, bien que Confessions ne soit que la seule chanson à présenter ces genres. Do Nothing/Bitch Slap est la chanson la plus technique de l'album, mélangeant tous ces styles avec quelques éléments de disco. Le titre de l'album et certaines paroles s'inspirent du jeu de rôle Werewolf: The Apocalypse. Le chanteur Anders Colsefni et le percussionniste Shawn Crahan partage le même intérêt pour ce jeu qui sera une source d'inspiration pour le groupe, comme l'explique Colsefni : « Notre intérêt c'était de jouer avec des personnages différents », déclarant que c'est ce qui caractérise Slipknot.

## Postérité
Le nombre d'exemplaires se limite à un millier, mais devient de plus en plus réclamé par les fans avec la popularisation grandissante de Slipknot. Après sa sortie initiale, le groupe distribue lui-même l'album à des fans, aux chaînes de radio, et aux labels. Le 13 juin 1997, -ismist Recordings s'occupe de la distribution des exemplaires restants de l'album. La valeur de ces impressions originales monte alors significativement. Avec un très large intérêt pour cet album et le nombre insuffisant d'exemplaires originaux distribués, on retrouve rapidement beaucoup de copies sous format CD, MP3, et même vinyle non-officiellement distribuées. Supposément, en 2003, aucun des membres du groupe ne possède d'exemplaire de Mate. Feed. Kill. Repeat.

## Liste des titres
Toutes les chansons sont écrites et composées par Slipknot.
| 1.    | Slipknot                                                     | 6:55  |
| 2.    | Gently                                                       | 5:16  |
| 3.    | Do Nothing / Bitch Slap                                      | 4:19  |
| 4.    | Only One                                                     | 2:33  |
| 5.    | Tattered & Torn                                              | 2:35  |
| 6.    | Confessions                                                  | 5:05  |
| 7.    | Some Feel                                                    | 3:36  |
| 8.    | Killers are Quiet (contient le morceau caché Dogfish Rising) | 20:42 |
| 51:01 |                                                              |       |

## Personnel
- Anders Colsefni – chant, percussions
- Donnie Steele – guitare
- Josh Brainard – guitare, chœurs
- Paul Gray – basse, chœurs
- Shawn Crahan – percussions, chœurs
- Joey Jordison - batterie
- Anders Colsefni, Sean MacMahon et Shawn Crahan - échantillonnage